# Rafael del Riego
Rafael del Riego y Flórez (Tuña, 7 aprile 1784 – Madrid, 7 novembre 1823) è stato un generale e politico spagnolo di tendenza liberale.

## Biografia

### Gioventù
Rafael del Riego nacque il 7 aprile 1784 a Tuña, nella regione delle Asturie. Rampollo di una delle moltissime famiglie nobili spagnole, di scarsa fortuna. Poté, comunque, proseguire gli studi sino all'università di Oviedo, dove si diplomò nel 1807.

### La guerra d'indipendenza spagnola

#### Le prime battaglie
Si trasferì a Madrid, dove poté arruolarsi nella Guardia de corp della famiglia reale. All'arrivo dei francesi di Murat, venne imprigionato nel grande palazzo dell'Escorial, da dove riuscì a fuggire. Si rifugiò, naturalmente, nella regione natale, ove il padre era stato, nel frattempo, nominato membro della locale Junta Suprema de Asturias.
Iniziata la lunga guerra d'indipendenza spagnola, l'8 agosto 1808, venne promosso capitano della divisione del generale Acevedo per passare, poco dopo, a suo aiutante di campo. Con tale ruolo partecipò, il successivo 10 novembre, alla sfortunata battaglia di Espinosa de los Monteros, che impose all'esercito spagnolo una severa sconfitta. Nella conseguente fuga, il 13 novembre, sempre al seguito dell'Acevedo, venne preso prigioniero dai francesi e poi deportato in Francia.

#### Sei anni di prigionia ed esilio
Qui venne successivamente rilasciato e poté viaggiare in Inghilterra e Spagna, profittando per entrare in contatto con ambienti massonici, praticamente assenti in Spagna. Sinché venne la guerra della sesta coalizione, del 1813-14, che portarono alla caduta di Napoleone e alla fuga del di lui fratello, divenuto re di Spagna con il titolo di Giuseppe I.

#### Reincorporazione nell'esercito spagnolo
Ritornò in Spagna, ove venne rincorporato nell'esercito, con il grado di tenente colonnello. Qui fece in tempo a prestare giuramento alla Costituzione del 1812, alla presenza del generale Lacy, appena prima che Ferdinando VII, rientrato il 24 marzo 1814 dalla prigionia in Francia, dissolvesse le Camere, il 10 maggio, e abolisse la Costituzione.

### La restaurazione
Durante i sei anni di assolutismo, forte dei contatti maturati in Europa, si era unito alla massoneria e ai liberali, nelle trame miranti a imporre a re Ferdinando il ripristino della Costituzione del 1812, circostanza che, probabilmente, non venne alla luce, o che, comunque, non compromise la carriera militare del giovane ufficiale.

### La rivoluzione costituzionale del 1820

#### Il fallito pronunciamento del Riego

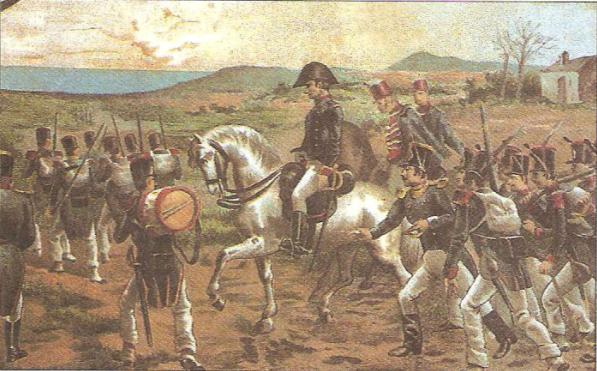
Pronunciamento del Riego

L'occasione per l'insurrezione venne alla fine del 1819, quando Ferdinando comandò il concentramento attorno al grande porto di Cadice di dieci battaglioni, in parte di nuova formazione, destinati a essere imbarcati per le Americhe, a combattere la grande insurrezione bolivariana. Ebbe il comando del battaglione delle Asturie. Molti erano, in quell'esercito, gli ufficiali legati alla massoneria o comunque favorevoli a un nuovo regime liberale e costituzionale. La tanto desiderata insurrezione, quindi, prese le forme di un "pronunciamento" militare.
A dare avvio al pronunciamento fu proprio lui, il 1º gennaio 1820, in località Cabezas de San Juan, presso Siviglia. Tenne un gran discorso alla truppa, affermando: "Perché la Spagna si salvi, è indispensabile che il re nostro Signore giuri la legge costituzionale del 1812, affermazione legittima e civile dei diritti e doveri degli Spagnoli. Viva la Costituzione!"
Con ciò, trascinò il battaglione di 20 000 uomini sino ad Arcos de la Frontera, ove prese prigioniero il comandante in capo del corpo di spedizione, generale conte de Calderón. Dopodiché, cominciò una marcia per molte città andaluse, con l'intento di sollevarle. Intento fallito, che si scontrò con una generale indifferenza delle popolazioni nonostante la mancata reazione da parte dei legittimisti o del governo centrale, incapace di reagire per reprimere i reparti ribelli. Di contro, il tentativo di sollevamento e il mancato apporto di truppe, molto aiutò i movimenti indipendentisti in Sudamerica. A ogni buon conto, dovette disperdere la colonna, cercando lui stesso rifugio nelle deserte colline dell'Estremadura.

#### La successiva insurrezione della Galizia
Al fallimento del pronunciamento in Andalusia, tuttavia, seguì un secondo colpo di stato militare, questa volta nella lontana Galizia, a La Coruña, seguita da Ferrol e da Vigo: in tutte queste città venne riproclamata la Costituzione del 1812. E il movimento insurrezionale, finalmente, si estese per il resto della Spagna.

#### I tumulti di Madrid
L'evento culminante venne il 7 marzo 1820, allorché una folla circondò il Palazzo reale di Madrid, ove sedeva Ferdinando VII. Questi considerava di disporre di truppe sufficienti nella guarnigione della capitale per spazzare il tumulto ed emanò i relativi ordini al comandante generale Francisco Ballesteros.
Il generale, però, rispose di non poter rispondere della propria truppa. Seguirono ore di marcata tensione, sino alla tarda serata, quando il sovrano venne indotto a firmare un decreto col quale dichiarava di aver stabilito di giurare sulla Costituzione "in accordo con la volontà generale del popolo".
Seguì, il 10, un proclama reale, Manifiesto del rey a la Nación española, nel quale Ferdinando annunciava di aver prestato giuramento alla Costituzione, il precedente 8, e aggiungeva: "Marciamo risolutamente, ed io sarò il primo, per il sentiero costituzionale". Cominciava così il Triennio liberale.

### Il Triennio liberale

#### I prestigiosi incarichi militari
Il nuovo governo liberale appena insediatosi lo promosse al grado di maresciallo di campo e, poco dopo, capitano generale della Galizia, carica che non assunse in quanto accusato di essersi compromesso con un complotto repubblicano in occasione della sua presenza a Madrid, nell'agosto-settembre 1820. Presto riabilitato, nel successivo novembre ottenne il governatorato dell'Aragona e si trasferì a Saragozza. Il 18 giugno 1821 si unì a nozze con sua cugina Maria Teresa del Riego y Bustillos.
I sospetti, tuttavia, non lo abbandonavano, tanto che, a seguito della fallita iniziativa repubblicana tentata dal Cugnet de Montarlet il 4 settembre 1821, venne destituito dalla capitaneria generale e brevemente tenuto agli arresti. Tuttavia la sua popolarità rimaneva intatta e si svolsero alcune manifestazioni a Madrid per chiederne la liberazione. Venne quindi trasferito a Lérida, e poi a Castelló de Farfaña.

#### Presidente del parlamento
Di fronte all'evidente ostilità degli alti comandi, preferì passare alla vita politica attiva: forte della sua popolarità, nel marzo 1822 venne eletto alle Cortes Generales come deputato delle Asturie e venne nominato presidente dell'assemblea. Egli era parte importante di una maggioranza normalmente qualificata di "esaltati liberali", che tenevano all'opposizione non solo i monarchici, ma anche i moderati, guidati dal de la Rosa.
Per la sua popolarità e il suo ruolo politico, si venne a trovare al centro della dura polemica politica. Gli avversari lo diffamavano, accusandolo di essersi illegalmente arricchito. E la prima rivolta anti-governativa lo vide direttamente protagonista, allorché un battaglione della Milizia Nazionale caricò in pieno centro di Madrid una folla che lo acclamava.

### La seconda restaurazione

#### L'intervento francese
Il 9-14 ottobre 1822, al congresso di Verona, le potenze della Santa Alleanza autorizzarono la Francia reazionaria di Luigi XVIII a condurre un corpo di spedizione in Spagna, volto a reintrodurre la monarchia assoluta.
Il 7 aprile 1823 un numerosissimo esercito, formato da ben 95 000 uomini detti i Centomila Figli di San Luigi e guidato dal duca d'Angoulême, figlio di Carlo X e quindi nipote (di zio) di Luigi XVIII, attraversò la frontiera sui Pirenei. Salvo alcuni scontri in Catalogna, il duca d'Angoulême poté condurre una facile marcia sino a Madrid, raggiunta il 24 maggio, dove venne trionfalmente accolto.

#### Destituzione del sovrano
Nel frattempo il governo liberale, con lui, aveva preso formalmente prigioniero Ferdinando VII e lo aveva condotto con sé nella città-fortezza di Cadice, grande centro commerciale e centro della rivolta liberale. Qui i deputati liberali delle Cortes Generales, con il suo pieno appoggio, si riunirono per votare la destituzione del prigioniero Ferdinando.

#### Sconfitta a Jaén
Quando giunsero le truppe francesi, cominciò l'assedio, condotto con l'appoggio di una grandissima flotta forte di 67 navi da battaglia. L'assedio si concluse il 31 agosto quando, dopo la vittoriosa conquista di due forti all'imbocco della penisola a 12 km da Cadice, nota come battaglia del Trocadero, cui partecipò anche Carlo Alberto di Savoia, la città venne costretta alla capitolazione.
Non era, per sua fortuna, presente in città, in quanto, col titolo di comandante del III Corpo d'armata, aveva avuto incarico di condurre una campagna in Andalusia. A Jaén si scontrò con le truppe francesi, nella cosiddetta "battaglia di Jódar" del 14 settembre: fu una totale disfatta tant'è che, ferito, fu costretto a fuggire. Il tradimento del generale Ballesteros portò alla sua cattura, il 15 settembre, nel villaggio di Arquillos, presso la città di Jaén.

### Processo ed esecuzione

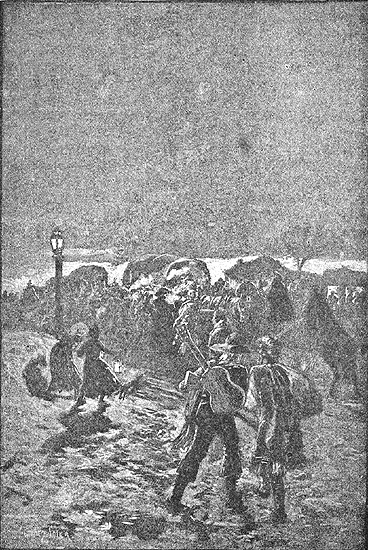
Ingresso a Madrid della carovana che trasporta il prigioniero Riego

Condotto prigioniero a Madrid, fu rinchiuso nel primo seminario di nobili e carceri della corona. Il 5 novembre, allorché stava in cappella, gli fu fatto credere che, se avesse scritto un'invocazione al perdono e alla clemenza da parte del re e di tutti coloro che aveva offeso per i suoi possibili "crimini liberali", avrebbero commutato la pena di morte. Era in una situazione fisicamente e psicologicamente deplorevole e scrisse una confessione che le autorità fecero pubblicare dalla Gazzetta di Madrid, in segno di derisione. I liberali hanno cercato di mettere in dubbio i sentimenti di pentimento da lui espressi nella sua ritrattazione e professione di fede:
Tuttavia, il suo pentimento fu vano. Venne invece spogliato degli onori militari e, con un processo sommario presieduto da don Alfonso de Cavia, venne condannato a morte per alto tradimento della corona, dal momento che era uno dei membri del parlamento che aveva votato a favore della destituzione del re, con la confisca delle proprietà. Il 7 novembre 1823, segnato moralmente e fisicamente, con l'approvazione del re, fu condotto alla forca in un cesto e impiccato nella piazza de la Cebada, a Madrid.
La moglie, separata dal marito sin dal 1822, morì il 19 giugno 1824, a 24 anni. Il fratello Miguel, che fu suo biografo ed esule in Inghilterra, visse nell'intimità di Ugo Foscolo.
Fu membro della Massoneria e raggiunse il 33º e ultimo grado del Rito scozzese antico ed accettato.
Venne ufficialmente riabilitato da un regio decreto della regina Maria Cristina, il 31 ottobre 1835.

## Memoria
L'Himno de Riego (Inno di Riego) è una canzone scritta in suo onore ed è stata l'inno nazionale della Seconda repubblica spagnola (1931-1939). Un suo ritratto è mostrato con grande evidenza nel palazzo della Cortes Generales.